# Ganga de Lichtenstein
Pterocles lichtensteinii
Espèce
Statut de conservation UICN

 LC  : Préoccupation mineure
Le Ganga de Lichtenstein (Pterocles lichtensteinii) est une espèce d'oiseaux de la famille des Pteroclidae.
Son nom est en l'honneur du zoologiste allemand Martin Lichtenstein (1780-1857).

## Répartition et sous-espèces
Selon la classification de référence du Congrès ornithologique international (15.1, 2025) il se répartit en cinq sous-espèces :
- P. l. targius Geyr von Schweppenburg, 1916 — aire fragmentée du sud du Maroc au nord du Tchad ;
- P. l. lichtensteinii Temminck, 1825 — de l'est du Tchad au littoral de la mer Rouge et le sud de la Jordanie ;
- P. l. sukensis Neumann, 1909 — corne de l'Afrique ;
- P. l. arabicus Neumann, 1909 — savane du Piémont arabe du sud-ouest (en), Oman, est des ÉAU et sud de l'Iran et du Pakistan ;
- P. l. ingramsi Bates & Kinnear, 1937 — Hadramaout ;